# Heraclea Pontica
Heraclea Pontica eller Herakleia Pontike (græsk: Ἡράκλεια Ποντική, Hērakleia Pontikē; latin: Heraclea Pontica) var under antikken en by i provinsen Bithynien i Lilleasien, ved floden Lykos udløb i Sortehavet (det gamle "Pontos", deraf navnet Pontica ).
Heraclea blev grundlagt af kolonister fra Megara omkring 560-550 f.Kr. Byen blev en vigtig havneby,